# Tegenaria achaea
Tegenaria achaea là một loài nhện trong họ Agelenidae.
Loài này thuộc chi Tegenaria. Tegenaria achaea được Paolo Marcello Brignoli miêu tả năm 1977.